# Erica propendens
Erica propendens là một loài thực vật có hoa trong họ Thạch nam. Loài này được Andrews mô tả khoa học đầu tiên năm 1805.